# Adoretus paiensis
Adoretus paiensis är en skalbaggsart som beskrevs av Kobayashi 2007. Adoretus paiensis ingår i släktet Adoretus och familjen Rutelidae. Inga underarter finns listade i Catalogue of Life.